# Mid-Western Regional Council
Koordinaten: 32° 35′ S, 149° 41′ O

Der Mid-Western Regional Council ist ein lokales Verwaltungsgebiet (LGA) im australischen Bundesstaat New South Wales. Das Gebiet ist 8.752,26 km² groß und hat etwa 26.000 Einwohner.
Die Mid-Western-Region liegt im Zentrum des Ostens des Staates etwa 265 km nordwestlich der Metropole Sydney. Das Gebiet umfasst 117 Ortsteile und Ortschaften: Aarons Pass, Apple Tree Flat, Avisford, Bara, Barigan, Barneys Reef, Beryl, Bocoble, Bombira, Botobolar, Breakfast Creek, Buckaroo, Budden, Budgee Budgee, Bungaba, Burrundulla, Bylong, Upper Bylong, Caerleon, Camboon, Canadian Lead, Carcalgong, Carwell, Charbon, Clandulla, Coggan, Collingwood, Cooks Gap, Cooyal, Cope, Coxs Creek, Coxs Crown, Cross Roads, Cudgegong, Cullenbone, Cumbandry, Cumbo, Dabee, Dungeree, Erudgere, Eurunderee, Frog Rock, Galambine, Ginghi, Grattai, Green Gully, Growee, Upper Growee, Gulgong, Guntawang, Havilah, Hayes Gap, Home Rule, Ilford, Kains Flat, Kandos, Kelgoola, Lee Creek, Linburn, Lue, Matiland Bar, Mebul, Menah, Meroo, Merotherie, Milroy, Monivae, Moolarben, Mount Frome, Mount Knowles, Mudgee, Mullamuddy, Munghorn, Murrumbo, Nullo Mountain, Olinda, Piambong, Pinnacle Swamp, Putta Bucca, Pyangle, Pyramul, Queens Pinch, Riverlea, Rylstone, Spring Flat, St Fillans, Stony Creek, Stubbo, Tichular, Totnes Valley, Triamble, Two Mile Flat, Ulan, Ullamalla, Wilbetree, Wilpinjong, Windeyer, Wollar, Worlds End, Yarrawonga und Teile von Birriwa, Brogans Creek, Crudine, Dunville Loop, Goolma, Hargraves, Mogo, Mount Marsden, Round Swamp, Running Stream, Sofala, Tallawang, Tambaroora, Turill, Twelve Mile, Upper Turon und Yarrabin. Der Verwaltungssitz des Councils befindet sich in der Stadt Mudgee in der Westhälfte der LGA, wo etwa 11.500 Einwohner leben.

## Verwaltung
Der Mid-Western Regional Council hat neun Mitglieder, die von den Bewohnern der LGA gewählt werden. Die Mid-Western-Region ist nicht in Bezirke untergliedert. Aus dem Kreis der Councillor rekrutiert sich auch der Mayor (Bürgermeister) des Councils.